# Turkmeense parlementsverkiezingen 1994
De Turkmeense parlementsverkiezingen van 10 december 1994 waren de eerste verkiezingen voor de Mejlis (parlement) sinds de onafhankelijkheid van het land in 1991 onder "Turkmenbashi" Saparmurat Niazov (1940-2006).
Voor de vijftig beschikbare zetels in het parlement waren vijftig geselecteerde kandidaten die allen waren aangesloten bij de enige partij, de Democratische Partij van Turkmenistan (TDP) Sommige kandidaten haalden bij 100% van de stemmen. Uiteindelijk maakte 98,3% van de de twee miljoen stemgerechtigden de gang naar de stembus.

## Uitslag
| Partij                          | Partij                                | Zetels    | %     |
| ------------------------------- | ------------------------------------- | --------- | ----- |
|                                 | Democratische Partij van Turkmenistan | 50        | —     |
| Totaal                          | Totaal                                | 50        | 100%  |
| Geregistreerde kiezers/ opkomst | Geregistreerde kiezers/ opkomst       | 2.013.423 | 98,3% |
| Bron: Trouw                     |                                       |           |       |